# Зеленоножки
Зеленоножките (Gallinula) са род птици от семейство Дърдавцови (Rallidae).
Включва пет съществуващи вида средноголеми водни птици. Таксонът е описан за пръв път от Матюрен Жак Брисон през 1760 година.

## Видове
Род Gallinula – Зеленоножки
- Gallinula chloropus – зеленоножка
- Gallinula comeri
- Gallinula galeata
- †Gallinula nesiotis
- †Gallinula pacifica
- Gallinula silvestris
- Gallinula tenebrosa